# Braunsapis diminutoides
Braunsapis diminutoides är en biart som beskrevs av Reyes 1993. Braunsapis diminutoides ingår i släktet Braunsapis och familjen långtungebin. Inga underarter finns listade.

## Bildgalleri

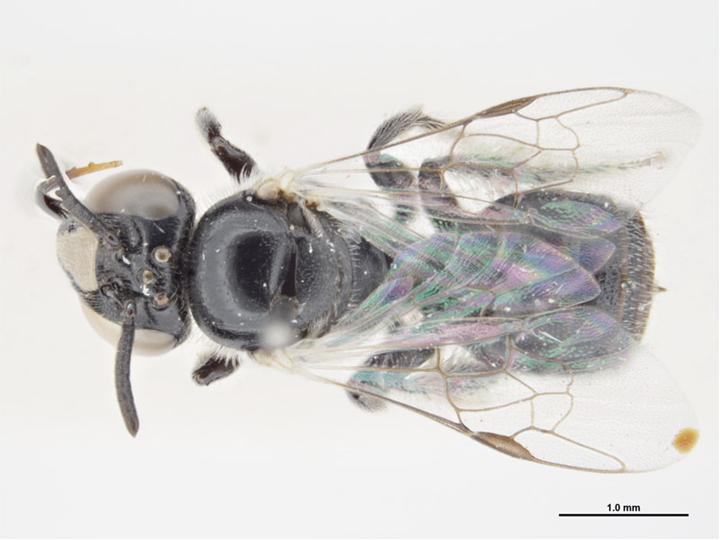
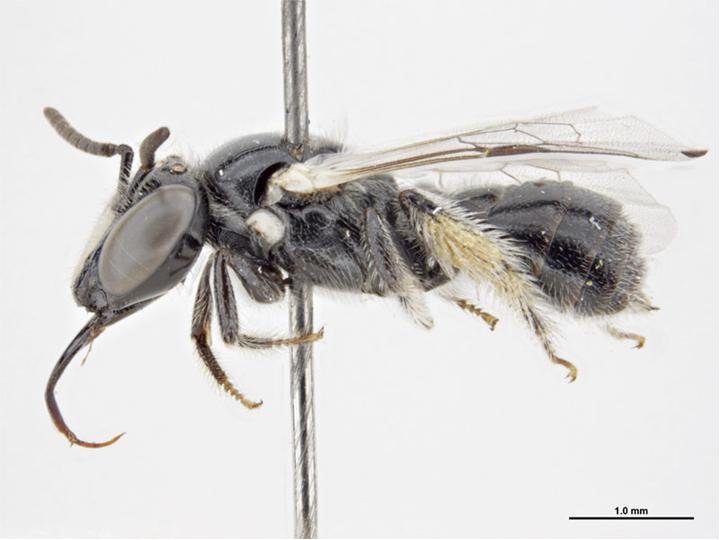